# 435
435 (CDXXXV) fue un año común comenzado en martes del calendario juliano, en vigor en aquella fecha.
En el Imperio romano, el año fue nombrado el del consulado de Teodosio y Valentiniano, o menos comúnmente, como el 1188 Ab urbe condita, adquiriendo su denominación como 435 a principios de la Edad Media, al establecerse el anno Domini.

## Acontecimientos
- 3 de agosto: Nestorio es obligado a exiliarse al desierto del Sahara.
- 10 de agosto:[1] Ascenso al trono de Casper (Gasper) en la ciudad maya de Palenque.
- El comienzo de la construcción de Chichén Itzá.

## Fallecimientos
- Juan Casiano, sacerdote, asceta y padre de la Iglesia.